# Оразмухамедов, Ораз Назарович
Ораз Назарович Оразмухамедов — советский хозяйственный, государственный и политический деятель.

## Биография
Родился в 1928 году в селе Карадамак, Ашхабадский район (ныне — в черте города Ашхабад) (по другим данным — в городе Мары). Член КПСС с 1948 года.
С 1943 года — на хозяйственной, общественной и политической работе. В 1943—1976 гг. — киномеханик кинотеатра, секретарь-учетчик колхозного рынка, курсант дорожной технической школы, помощник машиниста, машинист локомотивного депо ст. Мары, инструктор политотдела и зам. начальника дистанции пути, машинист-инструктор локомотивного депо Ашхабадской ж/д., заместитель начальника Красноводского, Марыйского отделений Ашхабадской ж/д, заведующий промышленно-транспортным отделом Марыйского обкома КП Туркмении, заместитель председателя Совета Министров Туркменской ССР, секретарь ЦК КП Туркмении, председатель Совета Министров Туркменской ССР, начальник локомотивного отдела Ашхабадского отделения Среднеазиатской ж/д.
Избирался депутатом Верховного Совета Туркменской ССР 7-го созыва, Верховного Совета СССР 8-го и 9-го созывов. Кандидат в члены ЦК КПСС в 1971-1976 гг.